# Comandante general
Comandante general es una situación de mando, o un destino susceptible de cese. No es un grado militar.

## Imperio Español en América
Virreinato de Nueva Granada
- Comandancia General de Guayana

Virreinato de Nueva España
- Comandancia General de las Provincias Internas

Virreinato del Perú
- Comandancia General de Maynas

## Argentina
La Gendarmería Nacional Argentina alberga una excepción: se denomina comandante general al máximo grado dentro del cuadro de oficiales.
Comandante General fue el título que tuvieron los máximos jefes de las tres fuerzas armadas durante los gobiernos constitucionales entre 1973 y 1976. La dictadura de Videla cambió la denominación por la de Comandante en Jefe. Desde 1983 el cargo es Jefe del Estado Mayor.

## España
En España existe el comandante general del 2.º y 3.er Ejército, o de otras unidades estructurales, como comandante general de la Guardia Real o de la Infantería de Marina.
Este destino de mando lo tuvo el general Rafael Maroto en 1818 en la ciudad y provincia de Charcas, en el Alto Perú, y años más tarde (ya en España) en Toledo y Provincias Vascongadas. El general Baldomero Espartero fue también comandante general de Vizcaya.

## Venezuela
En Venezuela, se le llama comandante general a los responsables de los cinco componentes de la Fuerza Armada Nacional Bolivariana y el CEOFANB.